# 02 Neurônio
02 Neurônio é um grupo de humor do Brasil formado pelas jornalistas Jô Hallack, Nina Lemos e Raq Affonso, e que escreve sobre o universo feminino. 
Autoras de cinco livros, atualmente escrevem o blog 02 Neurônio e possuem uma coluna no caderno Folhateen, publicado quinzenalmente no jornal Folha de S.Paulo. Além disso, possuem um canal com podcasts na Folha Online. Em redes sociais, estão Twitter e Facebook. 

## História
O 02 Neurônio nasceu como um fanzine, que no começo tinha apenas oito páginas. O esquema era o tradicional de um zine - colar, recortar, distribuir, divulgar. Em 1997, foi lançado o primeiro zine, seguido de mais quatro edições. Em dois anos, foram cinco edições em papel. A produção ia crescendo e a cada edição ficando maior e com mais colaboradores. Em 1999, foram convidadas pela Conrad Editora para lançar o primeiro livro, 02 Neurônio: Almanaque para Garotas Calientes. 
No ano seguinte, foram convidadas para escrever uma coluna no suplemento semanal Folhateen, do jornal Folha de S.Paulo. Também em 2000 foi lançado o site 02 Neurônio, hospedado no portal Universo Online. Em 2006, foi lançado o blog. Lançaram ainda os livros Almanaque 02 Neurônio - Guia da Mulher Superior (2002), Almanaque 02 Neurônio - Manual para Moças em Fúria (2003), e o Guia 02 Neurônio Rio de Janeiro - São Paulo (2005), publicados pelo Grupo Editorial Record. O quinto livro, Como Enlouquecer seu Homem (MESMO)!, uma compilação de crônicas publicadas no caderno Folhateen, foi lançado pela Publifolha em 2006. Em 2010, lançaram 10 anos de 02 Neurônio - do Anonimato ao Anonimato, pela Editora Jaboticaba.

## Programas de televisão
O trio fez parte da equipe de roteiristas do Garotas do Programa, exibido pela Rede Globo em 2000. E em 2003 participaram como roteiristas e atrizes do quadro Telefone sem Fio, do programa Armazém 41, exibido pelo GNT. 

## Curta-metragens
O 02 Neurônio já fez dois curta-metragens que foram exibidos no Festival Mix Brasil: Superego Descontrol (1999) e Lama (2000). Superego Descontrol mostra quatro amigas de longa data falando sobre suas frustrações e infortúnios com rapazes, enquanto Lama mostra cinco garotas contando sobre suas maiores "lamas" afetivas - ou os maiores micos que já pagaram por causa de seus pretendentes. 

## No rádio
Em julho de 2008, estrearam na Rádio Oi FM, com drops diários de um minuto. Os drops foram ao ar até julho de 2009. Também fizeram o programa Zíper, na Rádio Jovem Pan, onde respondiam perguntas sobre relacionamentos e sexo ao lado do psicanalista Jairo Bouer e da drag queen Nany People.